# Gewog del Bhutan
Lo gewog (dallo dzongkha ove significa blocco) è la divisione amministrativa di terzo livello del Bhutan. Nel paese esistono 205 gewog, gruppi di villaggi, con una superficie media di 230 km².
Iniziata negli anni 80, il Re del Bhutan, Jigme Singye Wangchuck ha dato inizio ad una lunga politica di decentralizzazione dei poteri. Nel 1991, seguendo questo principio, i gewog sono diventati ufficialmente divisioni amministrative statali, ognuna guidata da un gup, un capo. Contemporaneamente, nel 1991 si sono avute le prime elezioni amministrative del paese, per eleggere i vari gup.

## Elenco dei gewog
Questa è una lista dei 205 gewog del Bhutan, divisi per distretto.
| Dzongkhag        | Gewog          |
| ---------------- | -------------- |
| Bumthang         | Chhoekhor      |
| Bumthang         | Chhume         |
| Bumthang         | Tang           |
| Bumthang         | Ura            |
| Chhukha          | Bjachho        |
| Chhukha          | Bongo          |
| Chhukha          | Chapcha        |
| Chhukha          | Darla          |
| Chhukha          | Dungna         |
| Chhukha          | Geling         |
| Chhukha          | Getana         |
| Chhukha          | Lokchina       |
| Chhukha          | Metakha        |
| Chhukha          | Phuentsholing  |
| Chhukha          | Sampheling     |
| Dagana           | Deorali        |
| Dagana           | Dorona         |
| Dagana           | Drujegang      |
| Dagana           | Gesarling      |
| Dagana           | Goshi          |
| Dagana           | Kana           |
| Dagana           | Khebisa        |
| Dagana           | Lajab          |
| Dagana           | Lhamoi Zingkha |
| Dagana           | Nichula        |
| Dagana           | Trashiding     |
| Dagana           | Tsangkha       |
| Dagana           | Tsendagang     |
| Dagana           | Tseza          |
| Gasa             | Goenkhamey     |
| Gasa             | Goenkhatoe     |
| Gasa             | Laya           |
| Gasa             | Lunana         |
| Haa              | Bji            |
| Haa              | Gakiling       |
| Haa              | Katsho         |
| Haa              | Samar          |
| Haa              | Sombaykha      |
| Haa              | Uesu           |
| Lhuentse         | Gangzur        |
| Lhuentse         | Khoma          |
| Lhuentse         | Jarey          |
| Lhuentse         | Kurtoe         |
| Lhuentse         | Menbi          |
| Lhuentse         | Metsho         |
| Lhuentse         | Minjay         |
| Lhuentse         | Tsenkhar       |
| Mongar           | Balam          |
| Mongar           | Chali          |
| Mongar           | Chaskhar       |
| Mongar           | Dramitse       |
| Mongar           | Drepong        |
| Mongar           | Gongdue        |
| Mongar           | Jurmey         |
| Mongar           | Kengkhar       |
| Mongar           | Mongar         |
| Mongar           | Narang         |
| Mongar           | Ngatshang      |
| Mongar           | Saling         |
| Mongar           | Sherimung      |
| Mongar           | Silambi        |
| Mongar           | Thangrong      |
| Mongar           | Tsakaling      |
| Mongar           | Tsamang        |
| Paro             | Dogar          |
| Paro             | Dopshari       |
| Paro             | Doteng         |
| Paro             | Hungrel        |
| Paro             | Lamgong        |
| Paro             | Lungnyi        |
| Paro             | Naja           |
| Paro             | Shapa          |
| Paro             | Tsento         |
| Paro             | Wangchang      |
| Pemagatshel      | Chimung        |
| Pemagatshel      | Chokhorling    |
| Pemagatshel      | Chongshing     |
| Pemagatshel      | Dechheling     |
| Pemagatshel      | Dungmin        |
| Pemagatshel      | Khar           |
| Pemagatshel      | Nanong         |
| Pemagatshel      | Norbugang      |
| Pemagatshel      | Shumar         |
| Pemagatshel      | Yurung         |
| Pemagatshel      | Zobel          |
| Punakha          | Barp           |
| Punakha          | Chhubu         |
| Punakha          | Dzomi          |
| Punakha          | Goenshari      |
| Punakha          | Guma           |
| Punakha          | Kabjisa        |
| Punakha          | Lingmukha      |
| Punakha          | Shenga Bjemi   |
| Punakha          | Talo           |
| Punakha          | Toebisa        |
| Punakha          | Toewang        |
| Samdrup Jongkhar | Dewathang      |
| Samdrup Jongkhar | Gomdar         |
| Samdrup Jongkhar | Langchenphu    |
| Samdrup Jongkhar | Lauri          |
| Samdrup Jongkhar | Martshala      |
| Samdrup Jongkhar | Orong          |
| Samdrup Jongkhar | Pemathang      |
| Samdrup Jongkhar | Phuntshothang  |
| Samdrup Jongkhar | Samrang        |
| Samdrup Jongkhar | Serthi         |
| Samdrup Jongkhar | Wangphu        |
| Samtse           | Bara           |
| Samtse           | Biru           |
| Samtse           | Chargharey     |
| Samtse           | Chengmari      |
| Samtse           | Denchukha      |
| Samtse           | Dorokha        |
| Samtse           | Dungtoe        |
| Samtse           | Lahireni       |
| Samtse           | Pagli          |
| Samtse           | Samtse         |
| Samtse           | Sipsu          |
| Samtse           | Tading         |
| Samtse           | Tendu          |
| Samtse           | Ugentse        |
| Samtse           | Yoeseltse      |
| Sarpang          | Bhur           |
| Sarpang          | Chuzargang     |
| Sarpang          | Dekiling       |
| Sarpang          | Dovan          |
| Sarpang          | Gelephu        |
| Sarpang          | Hilley         |
| Sarpang          | Jigmechholing  |
| Sarpang          | Sengye         |
| Sarpang          | Shershong      |
| Sarpang          | Shompangkha    |
| Sarpang          | Taklai         |
| Sarpang          | Umling         |
| Thimphu          | Chang          |
| Thimphu          | Dagala         |
| Thimphu          | Genye          |
| Thimphu          | Kawang         |
| Thimphu          | Lingzhi        |
| Thimphu          | Mewang         |
| Thimphu          | Naro           |
| Thimphu          | Soe            |
| Trashigang       | Bartsham       |
| Trashigang       | Bidung         |
| Trashigang       | Kanglung       |
| Trashigang       | Kangpara       |
| Trashigang       | Khaling        |
| Trashigang       | Lumang         |
| Trashigang       | Merak          |
| Trashigang       | Phongme        |
| Trashigang       | Radhi          |
| Trashigang       | Sakteng        |
| Trashigang       | Samkhar        |
| Trashigang       | Shongphu       |
| Trashigang       | Thrimshing     |
| Trashigang       | Uzorong        |
| Trashigang       | Yangnyer       |
| Trashiyangtse    | Bumdeling      |
| Trashiyangtse    | Jamkhar        |
| Trashiyangtse    | Khamdang       |
| Trashiyangtse    | Ramjar         |
| Trashiyangtse    | Toetsho        |
| Trashiyangtse    | Tomzhang       |
| Trashiyangtse    | Yalang         |
| Trashiyangtse    | Yangtse        |
| Trongsa          | Dragteng       |
| Trongsa          | Korphu         |
| Trongsa          | Langthel       |
| Trongsa          | Nubi           |
| Trongsa          | Tangsibji      |
| Tsirang          | Barshong       |
| Tsirang          | Beteni         |
| Tsirang          | Dunglegang     |
| Tsirang          | Gosaling       |
| Tsirang          | Kikhorthang    |
| Tsirang          | Mendrelgang    |
| Tsirang          | Pataley        |
| Tsirang          | Phuntenchu     |
| Tsirang          | Rangthangling  |
| Tsirang          | Semjong        |
| Tsirang          | Tsholingkhar   |
| Tsirang          | Tsirangtoe     |
| Wangdue Phodrang | Athang         |
| Wangdue Phodrang | Bjena          |
| Wangdue Phodrang | Daga           |
| Wangdue Phodrang | Dangchu        |
| Wangdue Phodrang | Gangtey        |
| Wangdue Phodrang | Gasetsho Gom   |
| Wangdue Phodrang | Gasetsho Wom   |
| Wangdue Phodrang | Kazhi          |
| Wangdue Phodrang | Nahi           |
| Wangdue Phodrang | Nyisho         |
| Wangdue Phodrang | Phangyul       |
| Wangdue Phodrang | Phobji         |
| Wangdue Phodrang | Ruepisa        |
| Wangdue Phodrang | Sephu          |
| Wangdue Phodrang | Thedtsho       |
| Zhemgang         | Bardo          |
| Zhemgang         | Bjoka          |
| Zhemgang         | Goshing        |
| Zhemgang         | Nangkor        |
| Zhemgang         | Ngangla        |
| Zhemgang         | Phangkhar      |
| Zhemgang         | Shingkhar      |
| Zhemgang         | Trong          |